# Guzów (Szydłowiec)
Pour les articles homonymes, voir Guzów.
Guzów [ˈɡuzuf] est un village polonais de la gmina de Orońsko, du powiat de Szydłowiec et dans la voïvodie de Mazovie dans le centre-est de la Pologne.
Il est situé à environ 39 kilomètres au nord-ouest de Orońsko, 14 kilomètres au nord-est de Szydłowiec et à 98 kilomètres au sud de Varsovie.